# Cladiella germaini
Cladiella germaini is een zachte koraalsoort uit de familie Alcyoniidae. De koraalsoort komt uit het geslacht Cladiella. Cladiella germaini werd in 1942 voor het eerst wetenschappelijk beschreven door Tixier-Durivault. 